# Möckern
Möckern é um município da Alemanha, situado no distrito de Jerichower Land, no estado de Saxônia-Anhalt. Tem 530,19 km² de área, e sua população em 2019 foi estimada em 12.930 habitantes.